# Opportunities (Let's Make Lots of Money)
Singles de Pet Shop Boys
Love Comes Quickly
(1986) Suburbia
(1986)
Opportunities (Let's Make Lots of Money) est une chanson du duo britannique Pet Shop Boys. Elle a été publiée en single d'abord en 1985, et ensuite, dans une nouvelle édition tirée de l'album Please, en 1986.
La première version de la chanson a été enregistrée en 1984 et publiée en single le 1re juillet 1985. Le single a atteint le 116e place au Royaume-Uni.
En 1986, la chanson est devenue le troisième single extrait du premier album studio des Pet Shop Boys, Please. L'album est sorti le 24 mars 1986 et le single le 19 mai 1986. Ce nouvel single a atteint la 11e place au Royaume-Uni.